# K̄
Ne doit pas être confondu avec la lettre cyrillique ka macron (К̄, к̄) ou la lettre copte kappa macron (Ⲕ̄, ⲕ̄).
Cette page contient des caractères spéciaux ou non latins. S’ils s’affichent mal (▯, ?, etc.), consultez la page d’aide Unicode.
K̄ (minuscule : k̄), appelé K macron, est un graphème utilisé dans l’écriture de l’assiniboine, et dans la romanisation ISO 9, la romanisation ISO 233-1 de l’écriture arabe, la romanisation ISO 11940 du thaï et les romanisations KNAB du thaï et du thaï du Nord.
Il s'agit de la lettre K diacritée d'un macron.

## Utilisation
En assiniboine, le k macron ‹ k̄ › est utilisé pour représenter une consonne occlusive vélaire sourde non-aspirée /k/, la consonne occlusive vélaire sourde aspirée /kʰ/ étant notée ‹ k ›.
Dans la romanisation ISO 9 de l’alphabet cyrillique, ‹ k̄ › est utilisé pour translittérer la lettre cyrillique ka barré ‹ Ҟ, ҟ ›.
Dans la romanisation ISO 233-1 de l’écriture arabe, ‹ k̄ › translittère le kāf šaddah ‹ كّ ›, le kāf et le šaddah étant translittéré avec le k et avec le macron suscrit.

## Représentations informatiques
Le K macron peut être représenté avec les caractères Unicode suivants :
- décomposé (latin de base, diacritiques) :

| formes    | représentations | chaînes de caractères | points de code | descriptions                                 |
| --------- | --------------- | --------------------- | -------------- | -------------------------------------------- |
| capitale  | K̄               | K◌̄                    | U+004B U+0304  | lettre majuscule latine k diacritique macron |
| minuscule | k̄               | k◌̄                    | U+006B U+0304  | lettre minuscule latine k diacritique macron |

## Sources
- (en) Institute of the Estonian Language, « Thai / ไทย Thai », dans KNAB: Place Names Database,‎ 7 mars 2004 (lire en ligne)
- (en) Institute of the Estonian Language, « Northern Thai / ᨣᩤᩜᨾᩬᩥᨦ Kam Mueang », dans KNAB: Place Names Database,‎ 11 octobre 2012 (lire en ligne)
- ISO 11940:1998 Information et documentation — Translittération du thaï, 1998 (lire en ligne)
- (en) Thomas T. Pederson, Transliteration of Arabic, 2.2, 2008 (lire en ligne)
- (en) UNGEGN Working Group on Romanization Systems, « Thai », dans Report on the current status of United nations romanization systems for geographical names, septembre 2013, 4e éd. (lire en ligne)